# Веліжанська сільська рада
Веліжа́нська сільська рада (рос. Велижанский сельский совет) — сільське поселення у складі Панкрушихинського району Алтайського краю Росії.
Адміністративний центр — село Веліжанка.

## Населення
Населення — 757 осіб (2019; 914 в 2010, 1333 у 2002).

## Склад
До складу сільської ради входять:
| Населений пункт       | Населення, осіб (2002) | Населення, осіб (2010) |
| --------------------- | ---------------------- | ---------------------- |
| Алексієвський, селище | 146                    | 92                     |
| Веліжанка, село       | 1187                   | 822                    |